# Halūmsar
Halūmsar (persiska: هلومسر) är en ort i Iran.   Den ligger i provinsen Mazandaran, i den norra delen av landet, 110 km nordost om huvudstaden Teheran. Halūmsar ligger 181 meter över havet och antalet invånare är 778.
Terrängen runt Halūmsar är kuperad söderut, men norrut är den platt. Terrängen runt Halūmsar sluttar norrut.Runt Halūmsar är det ganska tätbefolkat, med 149 invånare per kvadratkilometer. Närmaste större samhälle är Āmol, 6,8 km norr om Halūmsar. I omgivningarna runt Halūmsar växer i huvudsak blandskog.